# Jusepe Martínez
Jusepe Nicolás Martínez y Lurbez (Saragossa, 1600 - 6 de gener de 1682) va ser un pintor i tractadista aragonés, potser és el més important del segle xvii.
Era fill del pintor d'origen flamenc, Daniel Martínez, i d'Isabel de Lurbez. Va ser batejat el 6 de desembre de 1600 a la catedral de Saragossa. Després d'un període d'aprenentatge amb el pare, fou enviat a Roma en 1623 per ampliar els seus estudis. Durant aquesta període va poder conèixer la pintura veneciana, la Forentina i la romana. A més va aprendre dibuix i gravat, fent una sèrie de gravats sobre Sant Pere Nolasc que li encarregaren els mercedaris. Es va amistançar amb Guido Reni i Domenichino i l'any 1625, va fer una visita a Josep de Ribera a Nàpols.
L'any 1627 va tornar a saragossa i es casà amb Francisca Jenequi. D'aquesta unió va nàixer Jerónimo Jusepe Bautista Martínez y Jenequi, conegut també com a fra Antonio Martínez, que fou cartoixà llec Cartoixa d'Aula Dei, propera a Saragossa. L'estil innovador que portava d'Itàlia fou un èxit a la ciutat. A aquesta primera etapa s'atribueixen un Sant Tomàs i Job i la seua muller, ambdós conservats al Museu de Budapest.
Envers l'any 1631 el seu prestigi va anar en augment i la seua amistat amb Vincencio Juan de Lastanosa li van permetre la seua introducció als cercles intel·lectuals de la ciutat. Açò influí perquè se li encarregaren més treballs. En 1634 viatjà a Madrid on va conèixer Francisco Pacheco, Vicente Carducho, Eugenio Cajés, Alonso Cano i Velázquez, i va tindre l'oportunitat de visitar la col·lecció real de pintura.

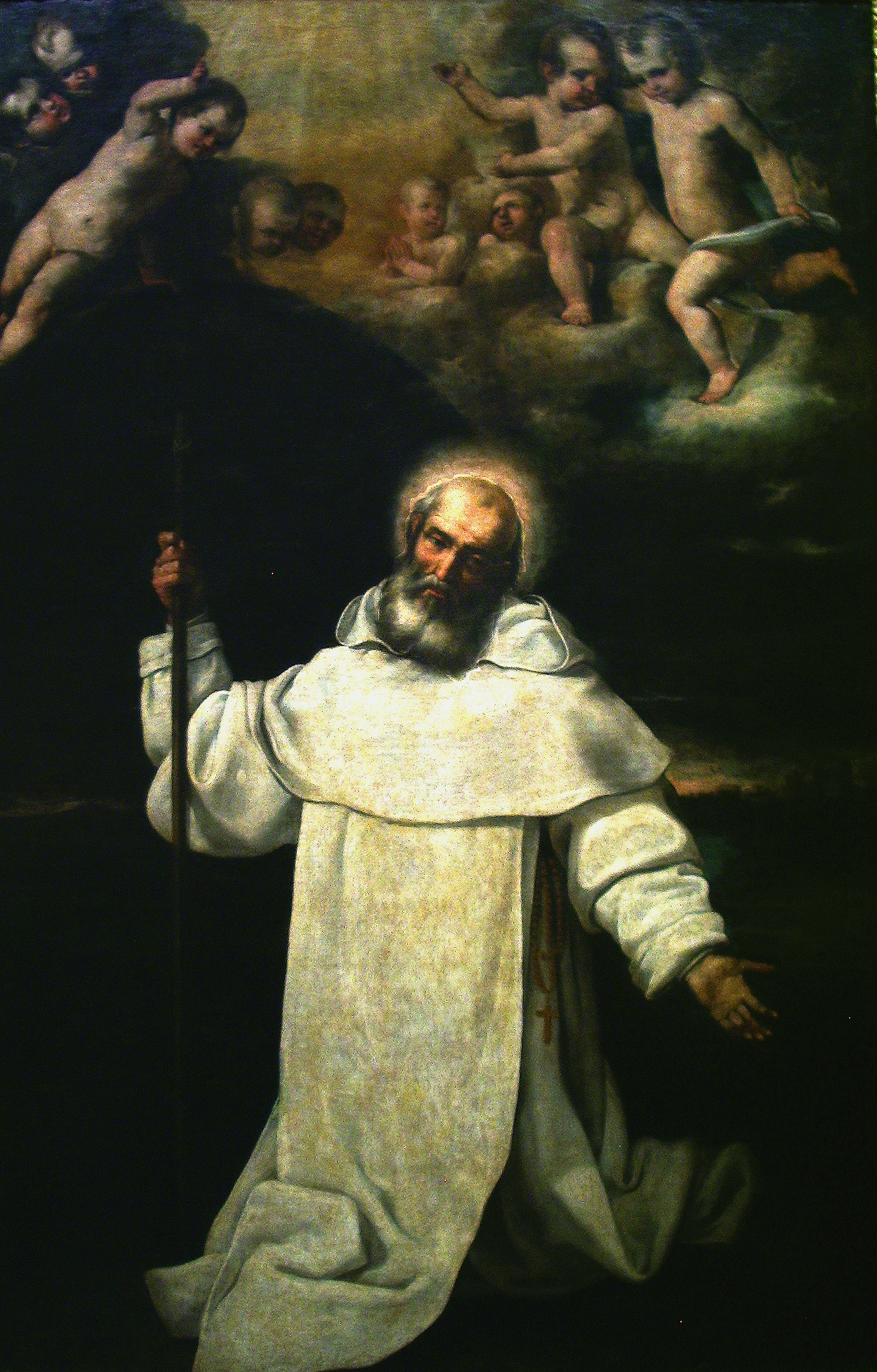
“Sant Pere Nolasc”.

En 1642 Felip IV visità Saragossa acompanyat de Velázquez. Aquest que apreciava la pintura de Jusepe el recomanà al rei. Aquest li atorgà el títol de pintor del rei ad honorem (1644) i li encarrega la formació artística de Joan d'Àustria, qui després del seu nomenament com a virrei d'Aragó el prendrà sota la seua protecció. L'art de Velázquez influí molt en el de Martínez, fent-se palés en una pinzellada més solta i amb més color.
En 1646 pintarà La tristesa de Saragossa per al monument funerari del príncep Baltasar Carles d'Àustria, obra perduda. Des de 1646 s'ocuparà de pintar per a la capella dels Lastanosa a la Catedral d'Osca, a la capella de Nostra Senyora la Blanca a la Catedral de Saragossa, també és obra seua el retaule major de Santa María d'Uncastillo i de l'ésglésia de Sant Lloreç a Osca. També són obra seua els retrats de la familia Cortés, vescomptes de Torresecas. En 1669 pintà alguns llenços per a l'església de Sant Miquel de los Navarros de Saragossa, on en 1670 va fundar una capellania amb 130 una renda anual de lliures jaqueses.
Al Museu de Saragossa s'hi conserven els quadres de Sant Pere Nolasc, Santa Cecília i una Adoració dels Pastors.

## Obra escrita
A banda de la seua faceta com a pintor, també té una vessant teòrica que es mostra al seu tractat:Discursos Practicables del Nobilísimo Arte de la Pintura, escrit cap al 1672 i dedicat a Joan d'Àustria. Aquest tractat teòric del barroc que no va ser publicat fins al 1853, fins aleshores havia estat gaurdat a la Cartoixa d'Aula Dei gràcies al seu fill. El tractat, a més d'explicar el context teòric i la pràctica de la pintura del moment (barroc), també dona dades biogràfiques de pintors contemporanis i sobre la història de la pintura.